# La patata bollente
La patata bollente è un film del 1979 diretto da Steno.
Il film seguì di pochi mesi l'uscita della pellicola italo-francese, con tematiche simili, Il vizietto, che in Italia aveva ottenuto grande successo di pubblico.

## Trama
Bernardo Mambelli è un operaio milanese di una fabbrica di vernici, ex pugile sempre attento alla forma fisica. Leale, generoso e sicuro di sé, è benvoluto da tutti e soprannominato il Gandi (da Gandhi); oltre ad essere attivista sindacale, è un convinto militante del PCI.
Una notte salva dall'aggressione di alcuni motociclisti fascisti il giovane Claudio. Poiché il povero Claudio è ferito e dolorante, il Gandi lo porta a casa propria senza sapere che il ragazzo è omosessuale. Appena si accorge del suo orientamento sessuale, Gandi cerca goffamente di nascondere la sua amicizia con Claudio alla fidanzata Maria e ai compagni di partito, ma soprattutto alla signora Elvira, la portiera ficcanaso e ubriacona del palazzo.
L'occultamento sembra riuscire e Claudio, guarito dalle ferite, torna alla propria vita di sempre, finché i fascisti non se la prendono nuovamente col povero ragazzo, dando alle fiamme la libreria alternativa in cui lavora e vive. Gandi decide quindi di ospitare nuovamente Claudio, ormai privo di un posto dove dormire, cercando sempre però di nasconderlo a tutti per non compromettersi. La sera approfittano delle tenebre per effettuare il trasloco, ma il tutto viene casualmente scoperto da Maria, che si confida con Walter, collega e migliore amico del Gandi, per chiedergli aiuto.
Per allontanare Gandi dal pericolo omosessuale, gli amici hanno l'idea di mandarlo con una scusa in viaggio premio nell'URSS. Quando però Gandi torna a casa scopre che Claudio, per sdebitarsi della solidarietà e dell'ospitalità ricevute, gli ha rinnovato l'arredo dell'appartamento, trasformando l'abitazione del rude operaio comunista in una sorta di bomboniera di gusto parodisticamente gay.
Questo non fa altro che alimentare i sospetti sulla presunta omosessualità del Gandi che, lentamente, scopre quanto il suo partito sia chiuso sulle questioni della morale sessuale. Per dare vita a un dibattito politico sul tema, Gandi provoca apertamente i compagni invitando a ballare Claudio durante la Festa dell'Unità ed esibendosi con lui in un tango surreale. Ne scaturisce una forte discussione, nella quale Gandi cerca di far capire ai compagni di partito il pericolo della discriminazione e del pregiudizio.
Capita la delicatezza della situazione, Claudio si finge un nemico dei comunisti e di Gandi stesso fino a giungere pubblicamente ad un furioso litigio: ha infatti capito che solo in questo modo Gandi potrà riottenere la stima dei suoi compagni. Claudio sparisce dalla circolazione e tutto torna alla normalità, fin quando Gandi e Maria si sposano; al posto del classico discorso, il Gandi preferisce leggere una lettera di Claudio, ormai trasferitosi ad Amsterdam, in cui spiega i motivi del suo allontanamento. La lettera commuove tutti i partecipanti al matrimonio, facendo decidere gli sposi a trascorrere il viaggio di nozze proprio ad Amsterdam dal ritrovato amico, anch'egli nel frattempo "sposatosi" con un uomo.

## Altre informazioni
- Nella colonna sonora del film compare la canzone Tango diverso, scritta dal leader degli Squallor, Totò Savio, destinata a diventare una canzone simbolo per gli omosessuali italiani, fino ad essere scelta come inno ufficiale del Gay pride svoltosi a Bologna nel 2008.
- Durante la scazzottata di Gandi contro i fascisti, nel garage tutte le auto portano la sigla della provincia "VS", iniziali del regista, inesistente all'epoca anche se tale sigla è stata in seguito assegnata alla provincia del Medio Campidano dopo la sua istituzione nel 2001. Anche la targa del taxi che si intravede poco prima del tamponamento è targata VS, così come una 850 coupé rossa, sempre durante l'alterco con il tassista; tra l'altro, mentre Pozzetto colpisce l'uomo la targa si stacca e compare quella vera targata Roma.
- Dopo aver appreso dai compagni la notizia della sua probabile nomina a delegato di fabbrica, Gandi si esibisce in una divertente gag in cui fa il "verso" al noto sindacalista Luciano Lama.
- La pellicola è stata girata a Roma e nell'hinterland romano.
- La vicenda della fabbrica di vernici e delle condizioni di lavoro all'interno sono tratte dalla vicenda dell'IPCA di Cirié in provincia di Torino, che nel 1977 subì il processo per morti sul lavoro e inquinamento ambientale. L'IPCA chiuse nel 1982 e il film evidentemente denunciava il fatto accaduto in Piemonte.
- La fabbrica di vernici è in realtà lo stabilimento Buzzi Unicem di Guidonia Montecelio, tuttora attivo.
- In realtà nei Paesi Bassi il matrimonio omosessuale fu introdotto per legge solo nel 2001.